# المسمية الصغيرة
المسمية الصغيرة إحدى قرى فلسطين المهجرة بعد حرب 1948.
هي قرية عربية تقع شمال شرق غزة وجنوب غرب الرملة، وتبعد عن الأولى 47 كم وعن الثانية 26 كم وتربطها بهما طرق معبدة .
أقيمت المسمية الصغيرة في السهل الساحلي الفلسطيني على ارتفاع 60 م عن سطح البحر. ويمر بشمالها مباشرة وادي الزريقة أحد الروافد الرئيسة لنهر صقرير. حيث تخلو القرية والأراضي التابعة لها من الينابيع، ولكن فيها عدة آبار راوحت أعماقها بين 30 و40م.

## السكان
كان في المسمية الصغيرة 261 نسمة من العرب عام 1922، وارتفع العدد إلى 354 نسمة عام 1931 وإلى 530 نسمة عام 1945.

## القرية اليوم
لم يكن في القرية أي نوع من الخدمات، وكان أطفالها يدرسون في مدرسة المسمية الكبيرة. وقد اعتمد السكان على مياه الآبار في الشرب والأغراض المنزلية.
قام اقتصاد القرية على الزراعة. وأهم مزروعاتها الحبوب وقد زرعت الحمضيات في 147 دونماً وزرع الزيتون في دونمين فقط (1943). وإلى جانب ذلك عمل السكان في تربية المواشي والطيور الداجنة.
شرد اليهود سكان القرية العرب عام 1948 ودمروها، وأسسوا عام 1956 موشاف (كفار هاريف) على بعد كيلومتر جنوب غرب موقعها. وقد بلغ عدد سكانه 231 نسمة عام 1970.